# Ernesto Contreras (réalisateur)
Pour les articles homonymes, voir Contreras.
Ernesto Contreras, né le 17 octobre 1969 à Veracruz (État de Veracruz, au Mexique), est un réalisateur et scénariste mexicain.

## Filmographie partielle

### Comme réalisateur

#### Au cinéma
- 1997 : Sueño polaroid (court-métrage)
- 1998 : Sombras que pasan (court-métrage)
- 1999 : Ondas hertzianas (court-métrage)
- 1999 : Gente pequeña (court-métrage)
- 2003 : El milagro (court métrage)
- 2003 : Los no invitados (court-métrage)
- 2005 : Blanquita
- 2007 : Párpados azules
- 2010 : Seguir siendo: Café Tacvba
- 2014 : Las oscuras primaveras
- 2016 : La Habitación
- 2017 : Sueño en otro idioma (I Dream in Another Language)

#### À la télévision
- 2012 : Gente Unica Latinoamerica (série télévisée)
- 2014 : Héroes cotidianos (série télévisée)
- 2024 : El secreto del río (série télévisée)

## Récompenses et distinctions
- Sundance 2017 : Sueño en otro idioma (I Dream in Another Language) (2017) :   
  - prix du public
  - nomination au Grand prix du jury